# Adorjan
Adorjan (cyr. Адорјан) – wieś w Serbii, w Wojwodinie, w okręgu północnobanackim, w gminie Kanjiža. W 2011 roku liczyła 1037 mieszkańców.